# Libyjská kuchyně

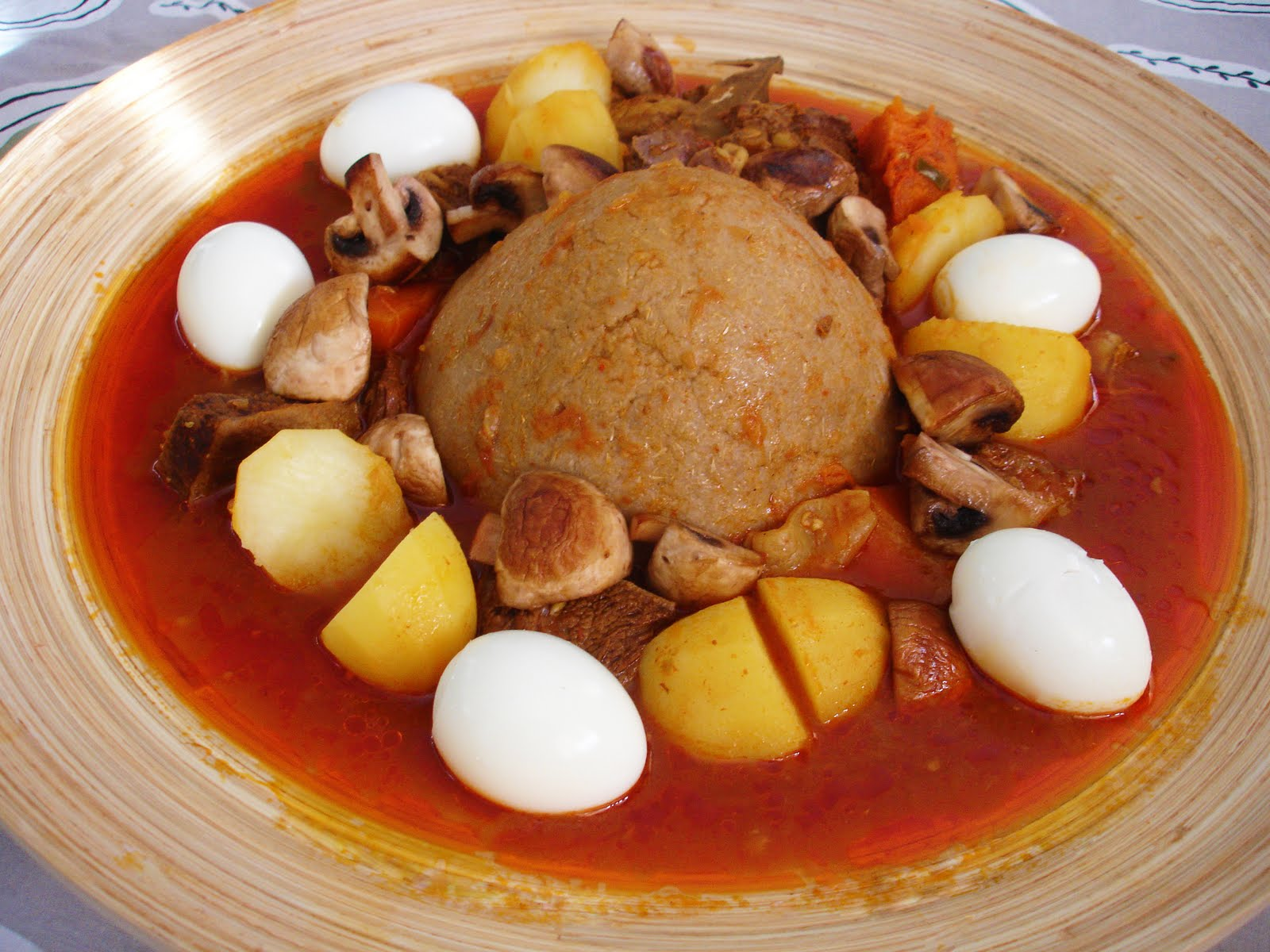
Bazin (veprostřed)

Libyjská kuchyně (arabsky: مطبخ ليبي) vychází ze středomořské, arabské a berberské kuchyně. V hlavním městě Tripolisu jsou dostupné i pokrmy z italské kuchyně.

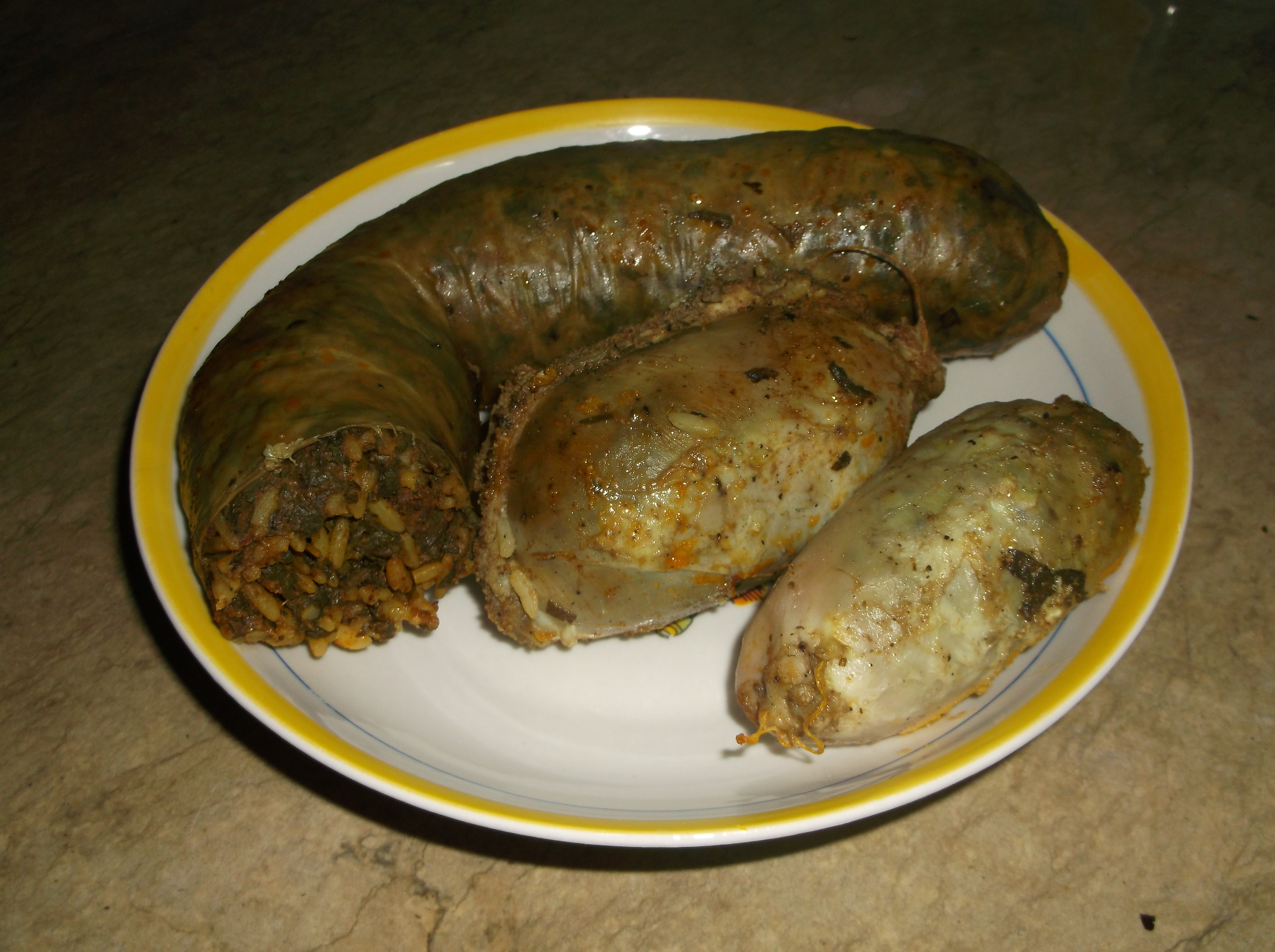
Usban

V Libyi je kvůli právu šaría zakázaná konzumace vepřového masa a alkoholických nápojů.

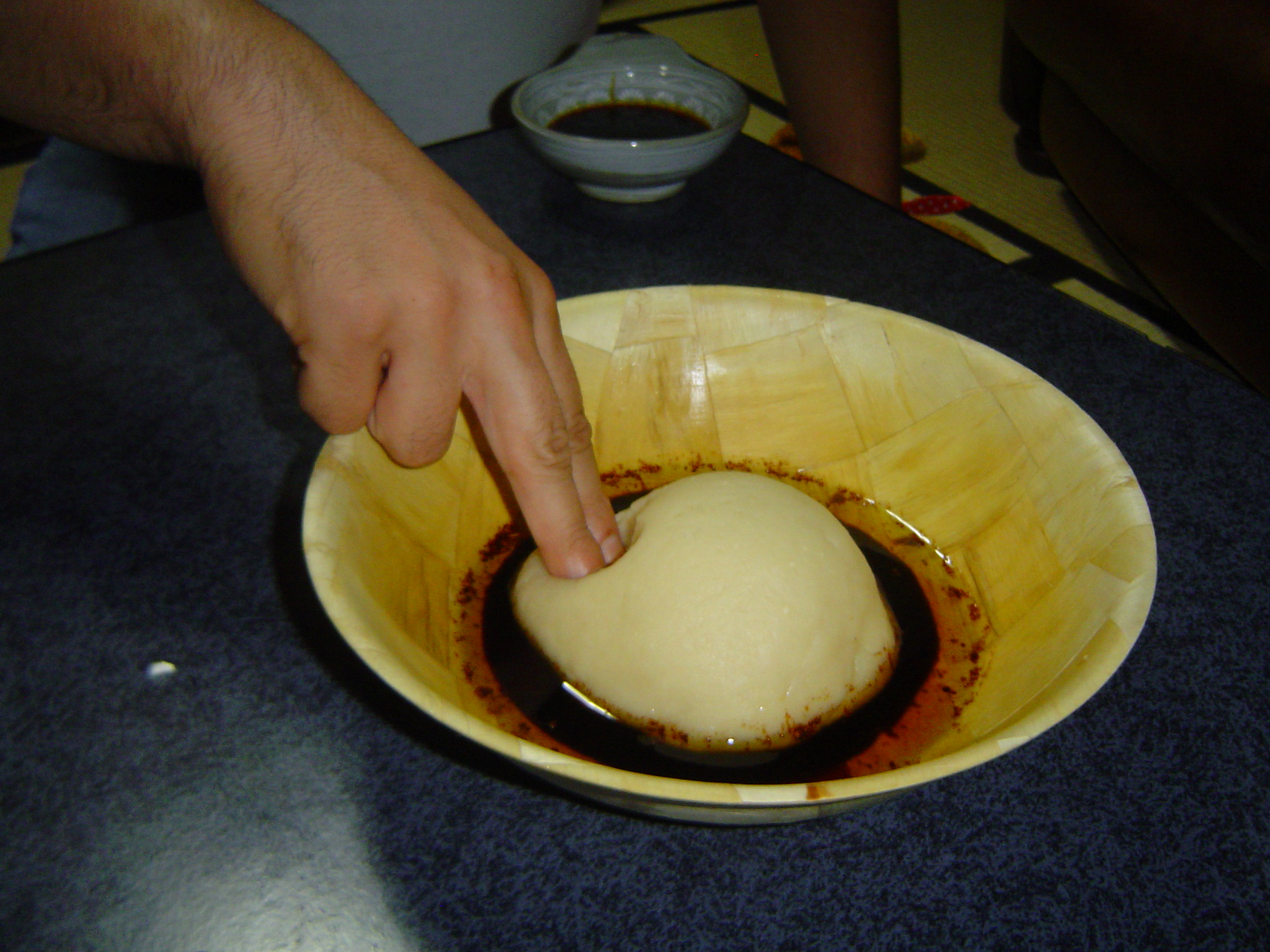
Asida

## Příklady libyjských pokrmů
- Bazin, příloha kulatého tvaru z těsta z ječmene vařeného ve vodě
- Asida, vařené pšeničné těsto
- Kuskus
- Filfel chuma, pálivá omáčka původem od libyjských Židů, podobná harisse
- Rub (datlový med), sladký sirup z datlí
- Usban, skopová klobása plněná masem, vnitřnostmi a rýží
- Tažín, pokrmy připravované v hliněné nádobě stejného názvu
- Rishda, těstoviny s cizrnou, cibulí a rajčaty[1][2]

## Příklady libyjských nápojů
- Libyjský čaj, podávaný v malých sklenicích, někdy podávaný s arašídy
- Káva
- Balená voda
- Mátový čaj